# خوسيه تيودور
خوسيه تيودور هو لاعب هوكي الجليد كندي، ولد في 13 سبتمبر 1976 في لافال في كندا.

## وصلات خارجية
- خوسيه تيودور على موقع دوري الهوكي الوطني (الإنجليزية)
- خوسيه تيودور على موقع قاعة مشاهير الهوكي (لاعب أن.إتش.أل) (الإنجليزية)
- خوسيه تيودور على موقع EliteProspects.com (الإنجليزية)
- خوسيه تيودور على موقع HockeyDB.com (الإنجليزية)
- خوسيه تيودور على موقع Hockey-Reference.com (الإنجليزية)
- خوسيه تيودور على موقع إن إن دي بي (الإنجليزية)